# Strontium 90
table
Le strontium 90, noté 90Sr, est l'isotope du strontium dont le nombre de masse est égal à 90 : son noyau atomique compte 38 protons et 52 neutrons avec un spin 0+ pour une masse atomique de 89,907 73 g/mol. Il est caractérisé par un excès de masse de −85 950,9 ± 1,4 keV et une énergie de liaison nucléaire par nucléon de 8 696,0 keV.

## Radioactivité
Un gramme de strontium 90 pur présente une radioactivité de 5,11 TBq. Son rayonnement β− est peu pénétrant, ce qui le rend difficile à mesurer quand il est dans le sol ou dans une matrice. Il est très nocif quand la particule est inhalée ou ingérée. 
Il donne de l'yttrium 90 par désintégration β− avec une énergie de désintégration de 546 keV et une période radioactive de 28,79 ans. L'isotope 90Y se désintègre à son tour en zirconium 90 stable par désintégration β− avec une énergie de désintégration de 2282keV et une période radioactive de 64,053 heures :
{\displaystyle \mathrm {^{90}_{38}Sr\ {\xrightarrow[{28,79\ ans}]{\beta ^{-}\ 0,546\ MeV}}\ _{39}^{90}Y\ {\xrightarrow[{64,053\ heures}]{\beta ^{-}\ 2,282\ MeV}}\ _{40}^{90}Zr} }
Le strontium 90 est donc un émetteur β− quasiment pur, il est donc facile de s'en protéger. Ceci lui vaut de nombreuses applications industrielles et médicales. Un kilogramme de strontium 90 en équilibre avec l'yttrium 90 formé (0,0254 % d'yttrium) dégage une chaleur de 2 315 W pour une activité totale de 10,22 PBq. Avec une puissance thermique spécifique d'environ 460 W/kg , il a été utilisé en URSS et en Russie sous forme de fluorure de strontium 90SrF2, voire de titanate de strontium 90SrTiO3, comme source d'énergie dans des générateurs thermoélectriques à radioisotope pour des phares isolés. 
Le strontium 90 est un produit de fission dont le rendement de fission et la période sont très comparables au césium 137 ; toutefois étant donné qu'il est émetteur β− quasiment pur, il n'est pas utilisé comme référence pour zoner ou catégoriser la contamination de l'environnement en cas d'accident.

## Radiotoxicologie, radioécotoxicologie
Ce radionucléide ne produit que des rayons bêta peu pénétrants, « ce qui n’enlève rien à sa nocivité » rappelle l'IRSN, pour l'ADN notamment, même à faible dose. 

Sa radiotoxicité est a priori due au rayonnement bêta émis à chaque désintégration. Ce rayonnement n'a qu'un très faible taux de pénétration (150 à 200 μm dans les tissus vivants) mais il est de haute énergie, ce qui pose un problème quand le rayonnement ionisant est produit dans la cellule près de l'ADN ou dans le tissu osseux (notamment dans l'endoste et dans les cellules tapissant le tissu osseux (cellules stromales de la moelle osseuse) ou les cellules souches hématopoïétiques ; on constate alors des mutations de l'ADN et un vieillissement accéléré des cellules touchées. 
Les mobilité et cinétique environnementale de ce radionucléide sont encore mal comprises. Le strontium 90 a été étudié, comme le césium 137, du point de vue de son transport par l'eau de ruissellement et la nappe, entre autres par le Laboratoire d'études des stockages de surface, notamment dans la zone de Tchernobyl où « une grande quantité de déchets radioactifs (sous forme de particules de 0,01 à 1 mm) a été enfouie dans des tranchées de fortune ». Dans ce cas, la nappe phréatique « baigne une couche de sable de 5 à 7 m d’épaisseur, et dont la vitesse d’écoulement est comprise entre 0,5 et 5 m/an ». Les chercheurs y font des mesures de radioactivité, et étudient les phénomènes de précipitations. On a ainsi pu suivre une « dissolution partielle des particules de combustible », et « la mise en évidence de plusieurs catégories de particules a conduit à réviser les modèles de dissolution existants qui ne prenaient en compte que des particules composées d’oxyde d’uranium plus ou moins transformé ». À Tchernobyl, le strontium 90 stocké dans les tranchées a contaminé la nappe phréatique (environ 10 000 Bq/L à la verticale de la tranchée à environ 100 Bq/L à quelques dizaines de mètres dans le plan horizontal en aval de la tranchée ; contamination distante qui montre que le strontium 90 migre avec l'eau, les facteurs expliquant les différences de vitesse de migration ou leurs mécanismes sont encore mal compris. De plus, seule une partie du strontium est à ce jour lixiviée, une partie s'est fixée sur les grains de sable, sans que l'on sache comment la situation va évoluer, notamment en cas d'acidification des pluies, de réchauffement climatique, de modification locale de la qualité des sols, etc.

## Production
Le strontium 90 est un des principaux produits de fission issu des réacteurs nucléaires électrogènes. Il peut donc être produit, mélangé au strontium 88, en quantité importante par extraction chimique dans l'usine de retraitement des combustibles usés.